# 22.2
22.2 ou Hamasaki 22.2 é o som surround componente do
Ultra High Definition Video (Super Hi-vision TV com 4320 linhas), e que foi desenvolvida pelo NHK Science & Technical Research
Laboratories.  Como seu nome sugere, ele usa 24 caixas de som; estes são organizados em três camadas. O sistema foi demonstrado na Expo 2005,
Aichi, Japão, conferencia NAB 2006,
Las Vegas, e na
IBC 2006, Amsterdam,
Países Baixos.

## Posições das caixas
As caixas estão organizadas em três camadas:

### Camada superior: Nove caixas acima do nível do ouvido
| - Topo-Frente-Centro - Topo-Frente-Esquerdo - Topo-Traseiro-Esquerdo - Topo-Lateral-Esquerdo - Topo-acima da cabeça-Centro | - Topo-Frente-Direito - Topo-Traseiro-Centro - Topo-Traseiro-Direito - Topo-Lateral-Direito |

### Camada do meio: Dez caixas no nível do ouvido
| - Frente-Centro - Frente-Esquerdo-do-Centro - Frente-Esquerdo - Lateral-Esquerdo - Traseiro-Esquerdo | - Traseiro-Centro - Frente-Direito-do-Centro - Frente-Direito - Lateral-Direito - Traseiro-Direito |

### Camada inferior: Cinco caixas abaixo do nível do ouvido
| - Sub-woofer Esquerdo - Inferior-Frente-Esquerdo - Inferior-Frente-Centro | - Sub-woofer Direito - Inferior-Frente-Direito |

## Referencias
1. ↑  «Super Hivision». NHK (Japan Broadcasting Corporation). Consultado em 14 de fevereiro de 2007. Arquivado do original em 29 de setembro de 2007
2. ↑  «Audio system configuration». Super Hivision. NHK (Japan Broadcasting Corporation). Consultado em 14 de fevereiro de 2007. Arquivado do original (GIF image) em 29 de setembro de 2007